# Autumn (film)
Autumn är en amerikansk animerad kortfilm från 1930. Filmen ingår i Silly Symphonies-serien.

## Handling
Filmens handling skildrar hösten och handlar om ett gäng djur som förbereder sig inför vintern, bland annat några ekorrar som samlar nötter och några bävrar som bygger en damm.

## Om filmen
Filmens handling följer samma tema som Disneys tidigare filmer I vårens tid och Summer som skildrar våren respektive sommaren och som också ingår i Silly Symphonies-serien.